# Corinth (Maine)
Corinth ist eine Town im Penobscot County des Bundesstaates Maine in den Vereinigten Staaten. Im Jahr 2020 lebten dort 2900 Einwohner in 1249 Haushalten auf einer Fläche von 104,30 km².

## Geografie
Nach dem United States Census Bureau hat Corinth eine Gesamtfläche von 104,30 km², die komplett aus Landfläche besteht und keine Gewässer beinhaltet.

### Geografische Lage
Corinth liegt im Südwesten des Penobscot Countys. Der Kenduskeag Stream fließt in südliche Richtung durch Corinth. Es gibt auf dem Gebiet der Town keine Seen. Die Oberfläche ist eben, ohne nennenswerte Erhebungen.

### Nachbargemeinden
Alle Entfernungen sind als Luftlinien zwischen den offiziellen Koordinaten der Orte aus der Volkszählung 2010 angegeben.
- Norden: Charleston, 10,9 km
- Nordosten: Bradford, 14,5 km
- Osten: Hudson, 9,7 km
- Südosten: Kenduskeag, 9,7 km
- Süden: Levant, 13,8 km
- Südwesten: Stetson, 13,8 km
- Westen: Exeter, 9,2 km
- Nordwesten: Garland, 15,9 km

### Stadtgliederung
In Corinth gibt es mehrere Siedlungsgebiete: East Corinth, McGregor Mill, Robyville, Savage Settlement, Skinner Settlement, South Corinth und West Corinth.

### Klima
Die mittlere Durchschnittstemperatur in Corinth liegt zwischen −11,1 °C (12 °F) im Januar und 20,6 °C (69 °F) im Juli. Damit ist der Ort gegenüber dem langjährigen Mittel der USA um etwa 9 Grad kühler. Die Schneefälle zwischen Oktober und Mai liegen mit bis zu zweieinhalb Metern mehr als doppelt so hoch wie die mittlere Schneehöhe in den USA; die tägliche Sonnenscheindauer liegt am unteren Rand des Wertespektrums der USA.

## Geschichte
Corinth wurde am 21. Juni 1811 als Town organisiert. Die ursprüngliche Bezeichnung für das Gebiet lautete Township No. 2, Fourth Range North of Waldo Patent (T2 R4 NWP); Ohio; New Ohio; Ohio Plantatio.
Die Besiedlung des Gebietes zunächst unter den Namen New Ohio und Ohio startete 1794 durch Abner Tibbetts. Weitere Siedler folgten in kurzer Zeit.

### Einwohnerentwicklung
| Volkszählungsergebnisse – Town of Corinth, Maine | Volkszählungsergebnisse – Town of Corinth, Maine | Volkszählungsergebnisse – Town of Corinth, Maine | Volkszählungsergebnisse – Town of Corinth, Maine | Volkszählungsergebnisse – Town of Corinth, Maine | Volkszählungsergebnisse – Town of Corinth, Maine | Volkszählungsergebnisse – Town of Corinth, Maine | Volkszählungsergebnisse – Town of Corinth, Maine | Volkszählungsergebnisse – Town of Corinth, Maine | Volkszählungsergebnisse – Town of Corinth, Maine | Volkszählungsergebnisse – Town of Corinth, Maine |
| Jahr                                             | 1800                                             | 1810                                             | 1820                                             | 1830                                             | 1840                                             | 1850                                             | 1860                                             | 1870                                             | 1880                                             | 1890                                             |
| ------------------------------------------------ | ------------------------------------------------ | ------------------------------------------------ | ------------------------------------------------ | ------------------------------------------------ | ------------------------------------------------ | ------------------------------------------------ | ------------------------------------------------ | ------------------------------------------------ | ------------------------------------------------ | ------------------------------------------------ |
| Einwohner                                        |                                                  |                                                  | 296                                              | 712                                              | 1318                                             | 1600                                             | 1790                                             | 1462                                             | 1333                                             | 1154                                             |
| Jahr                                             | 1900                                             | 1910                                             | 1920                                             | 1930                                             | 1940                                             | 1950                                             | 1960                                             | 1970                                             | 1980                                             | 1990                                             |
| Einwohner                                        | 1042                                             | 1034                                             | 891                                              | 931                                              | 954                                              | 1167                                             | 1138                                             | 1212                                             | 1711                                             | 2177                                             |
| Jahr                                             | 2000                                             | 2010                                             | 2020                                             | 2030                                             | 2040                                             | 2050                                             | 2060                                             | 2070                                             | 2080                                             | 2090                                             |
| Einwohner                                        | 2511                                             | 2878                                             | 2900                                             |                                                  |                                                  |                                                  |                                                  |                                                  |                                                  |                                                  |

## Kultur und Sehenswürdigkeiten

### Bauwerke
In Corinth wurde ein Gebäude und in East Corinth das Village ins National Register of Historic Places aufgenommen.
- Corinth Town Hall and Corinthian Lodge No. 59, I.O.O.F., 2008 unter der Register-Nr. 07001446.[9]
- Corinth Village, 1973 unter der Register-Nr. 73000135.[10]

## Wirtschaft und Infrastruktur

### Verkehr
In nordsüdlicher Richtung verläuft die Maine State Route 15 zentral durch Corinth, sie kreuzt die in westöstlicher Richtung verlaufende Main State Route 43. Von dieser zweigt im Nordwesten in nördliche Richtung die Maine State Route 94 ab.

### Öffentliche Einrichtungen
In Corinth gibt es keine medizinischen Einrichtungen oder Krankenhäuser. Nächstgelegene Einrichtungen für die Bewohner von Corinth befinden sich in Dexter und Bangor.
Die Atkins Memorial Library liegt an der Hudson Road in Corinth.

### Bildung
Corinth gehört mit Bradford, Hudson, Kenduskeag und Stetson zur Regional School Unit 64.
Im Schulbezirk werden folgende Schulen angeboten, alle befinden sich in Corinth:
- Central Community Elementary School, mit Schulklassen von Pre-Kindergarten bis zum 5. Schuljahr
- Central Middle School, mit Schulklassen vom 6. bis zum 8. Schuljahr
- Central High School mit Schulklassen vom 9. bis zum 12. Schuljahr

## Persönlichkeiten

### Söhne und Töchter der Stadt
- Arthur R. Gould (1857–1946), Politiker und Unternehmer